# Louis VIII le Lion
Pour les articles homonymes, voir Louis VIII et Lion.
Louis VIII dit « le Lion », né le 5 septembre 1187 à Paris et mort le 8 novembre 1226 à Montpensier (Auvergne), est roi de France de 1223 à 1226, huitième de la dynastie dite des Capétiens directs.
Il est le fils du roi Philippe II, dit « Philippe Auguste » (1165-1223) et d'Isabelle de Hainaut (1170-1190). Il est le premier roi de France qui descende à la fois d'Hugues Capet par son père et de son concurrent malheureux, Charles de Basse-Lotharingie par sa mère. Le court règne de Louis VIII fut cependant marqué par deux brillantes campagnes : l'une contre les Anglais en Guyenne, l'autre contre Raymond VII de Toulouse.
Premier roi capétien à ne pas avoir été sacré roi du vivant de son père, il avait cependant été désigné par Philippe II dans son testament rédigé en 1190 comme devant lui succéder. Le testament n'ayant pas été contesté après cette date, la cérémonie de l'adoubement des barons — héritage rituel des Capétiens — devenait inutile. L'archevêque de Reims, Guillaume de Joinville, le sacre à Reims le 6 août 1223.

## Jeunesse

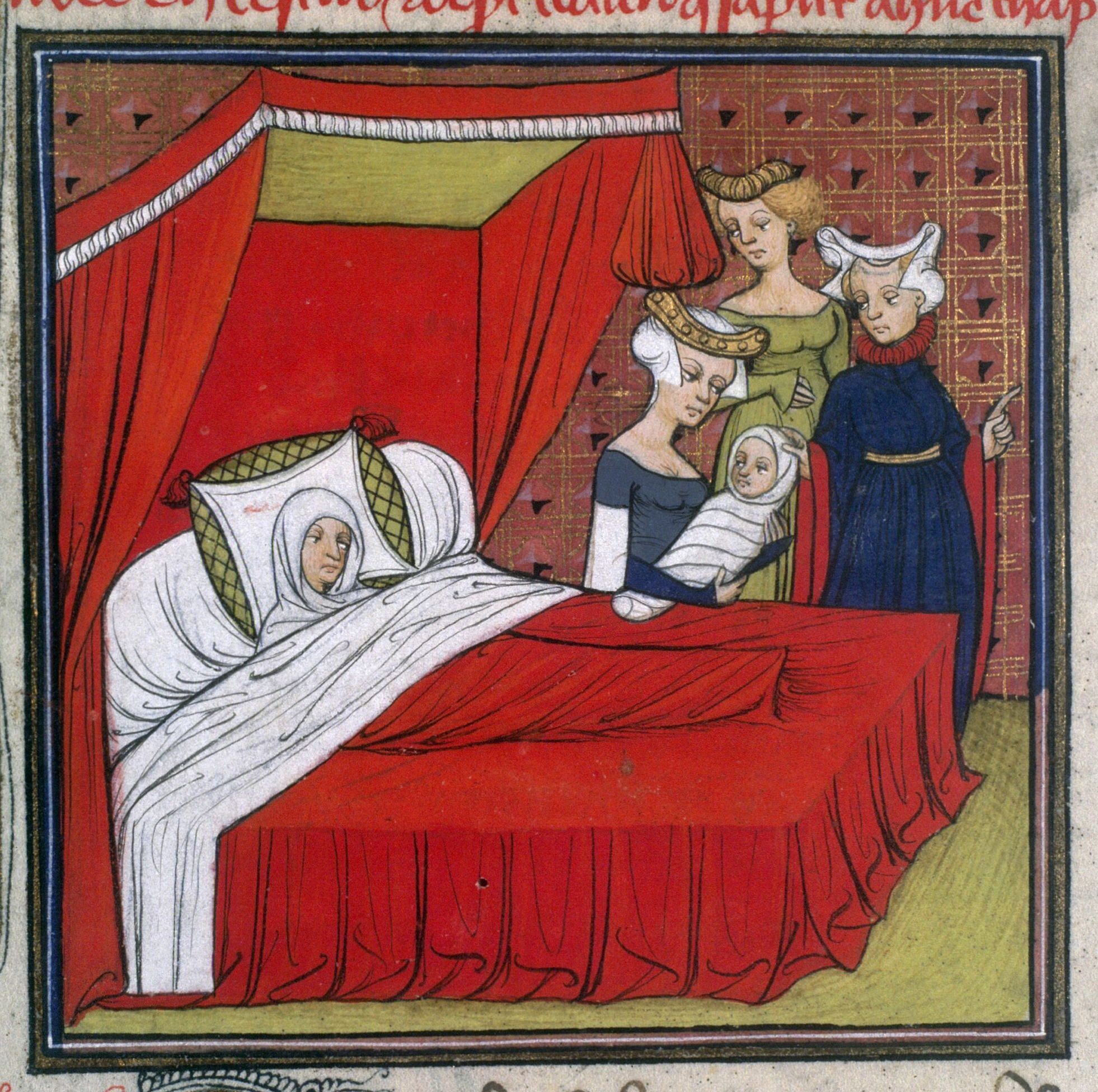
Naissance de Louis VIII (le Lion), Grandes Chroniques de France, Paris,.

Né le 5 septembre 1187, Louis est le premier fils de Philippe II. Sa naissance constitua un grand soulagement pour la dynastie capétienne d'autant que le mariage de Philippe II et son épouse Isabelle de Hainaut était en crise. Lorsque sa mère décède et que son père part à la croisade en 1190, Louis est recueilli et élevé par sa grand-mère Adèle de Champagne jusqu'au retour de Philippe en décembre 1191.

## Prince héritier de la Couronne
Le roi Philippe II estimant que le principe héréditaire est définitivement établi, il refuse d'associer au trône son héritier et repousse son adoubement. Le prince Louis est fait chevalier dans le castrum de Compiègne le 17 mai 1209 mais son père lui a dicté de sévères conditions, notamment de ne plus jouter en tournoi.

## Conquête partielle du royaume d'Angleterre
Surnommé « le Lion », c'est pendant le règne de son père que le futur Louis VIII obtient sa renommée en remportant sur Jean sans Terre, roi d'Angleterre, la victoire de La Roche-aux-Moines en 1214. Les barons anglais, révoltés et en guerre civile contre Jean sans Terre, promettent alors au prince Louis de lui donner la couronne d'Angleterre, étant d'ailleurs l'époux de Blanche de Castille, petite-fille du roi Henri II d'Angleterre et donc nièce du roi Jean. Acceptant cette demande, Louis débarque sur les côtes anglaises avec 1 500 soldats français auxquels s'ajoutent des mercenaires anglais. Il arrive à Londres le 2 juin 1216,, s'y fait proclamer roi d'Angleterre, — mais pas couronner car il n'y avait pas d'archevêque disponible pour effectuer l'onction — et prend rapidement le contrôle du Sud du pays.

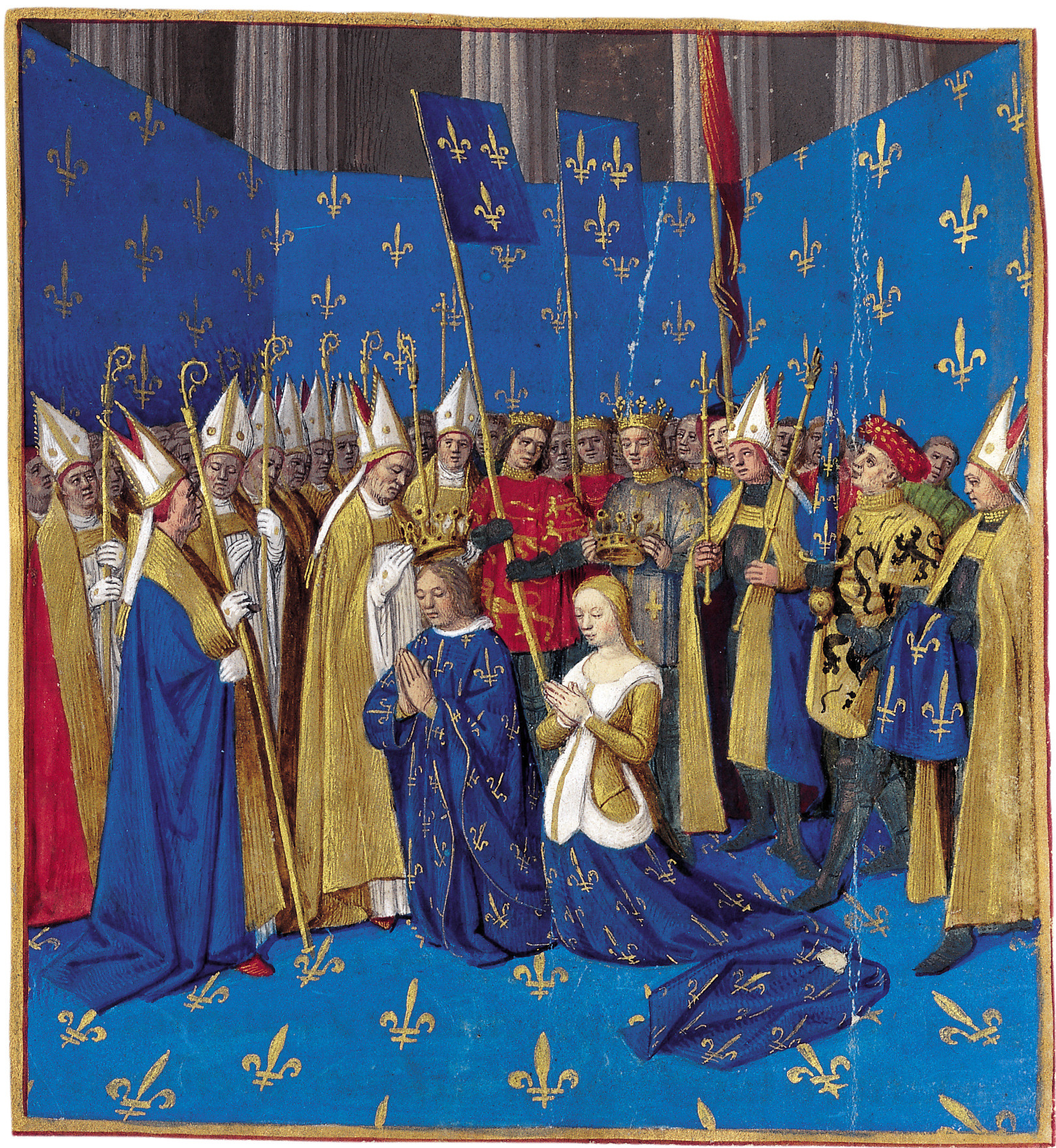
Louis VIII le Lion, couronnement,
Grandes Chroniques de France, enluminées par Jean Fouquet.

À la mort de Jean sans Terre le 19 octobre 1216, la noblesse anglaise en profite pour refaire son unité autour d’un nouveau roi, le jeune Henri III d'Angleterre, fils de Jean sans Terre. Louis continue la guerre mais il est battu sur terre à la bataille de Lincoln en mai 1217, puis sur mer, d'abord lors de la bataille de Douvres puis surtout en août à la bataille des Cinq îles, lorsque les importants renforts que lui envoie Blanche de Castille sont anéantis. Le 11 septembre 1217, lors de la signature du traité de Lambeth, il renonce à ses prétentions et quitte le royaume d'Angleterre en contrepartie de 10 000 marcs d'argent.

## Règne

### Avènement et conquêtes des possessions anglaises en France
Philippe II Auguste meurt le 14 juillet 1223 et Louis VIII devient le nouveau roi de France. Il est sacré et couronné le 6 août suivant.
Sous prétexte que la cour d'Angleterre n'avait toujours pas exécuté toutes les conditions du traité de 1217, Louis VIII, profitant de la minorité d'Henri III, décide de s'emparer des dernières possessions anglaises en France. Au cours d'une campagne rapide, Louis VIII s'empare de la majorité des terres de l'Aquitaine : les villes du Poitou, de la Saintonge, du Périgord, de l'Angoumois et d'une partie du Bordelais tombent les unes après les autres. Henri III ne possède plus en France que Bordeaux et la Gascogne qui ne furent pas attaquées. Les îles Anglo-Normandes restent également sous sa souveraineté.

### Croisade contre les albigeois et mort
À cette époque, le Sud de la France était le théâtre des combats de la croisade des albigeois.

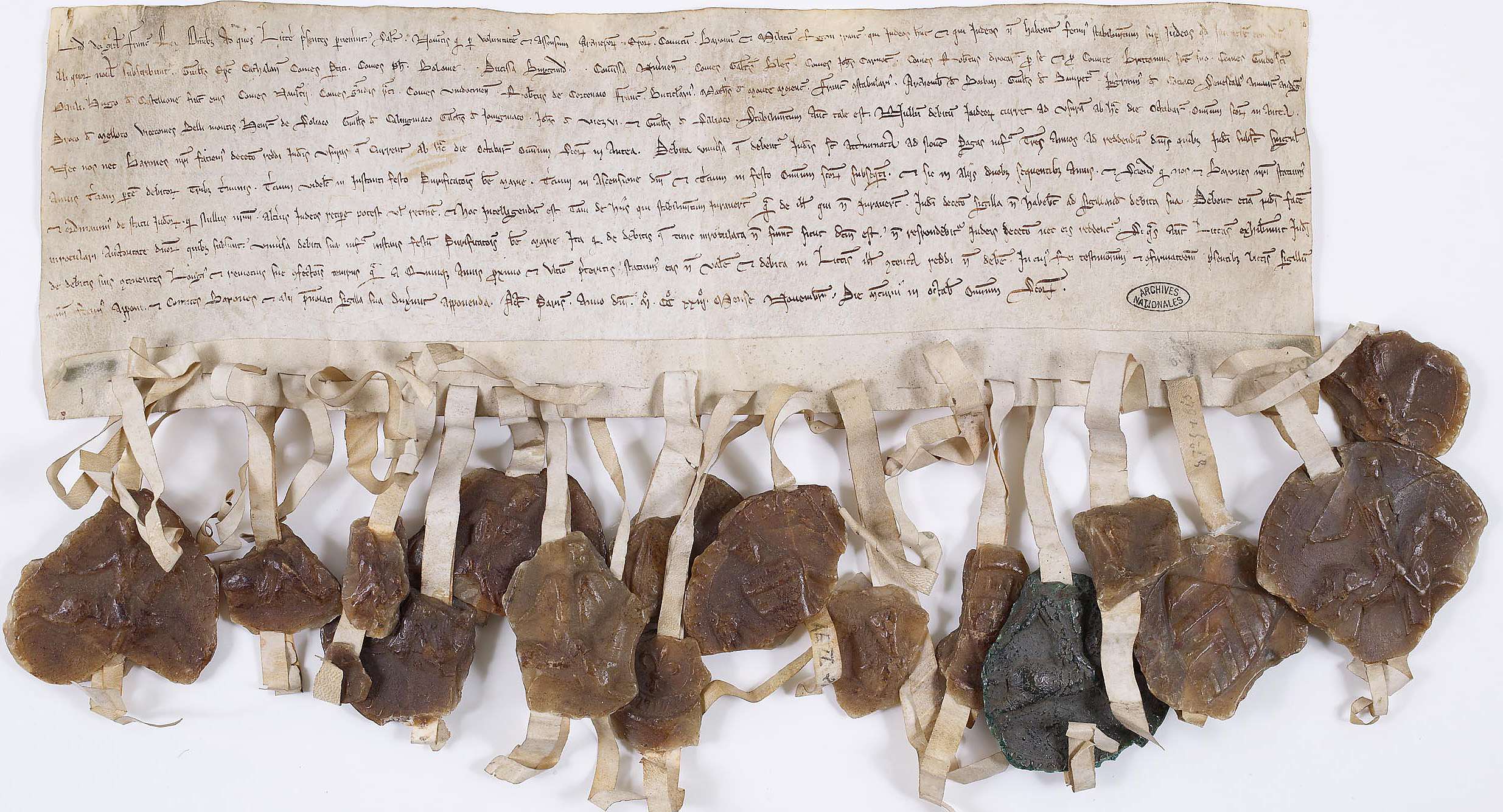
Édit de Louis VIII interdisant l'usure aux Juifs et annulant d'un coup de plume des créances détenues par eux (1223).

En 1218, Amaury VI de Montfort, fils de Simon IV de Montfort, hérite du Languedoc en pleine révolte. Incapable de conserver son fief, il préfère quitter le Midi, acceptant de céder ses droits sur le Languedoc au roi de France (en échange de la dignité de connétable, première de la couronne).
Raymond VII, comte de Toulouse, était toujours soupçonné par l'Église d'abriter des cathares sur ses terres. Un concile fut donc tenu à Bourges, en 1225, où il fut déclaré que détruire l'hérésie était une nécessité et qu'une nouvelle croisade contre les cathares était indispensable. Louis VIII fut donc choisi pour diriger l'expédition.
Aux fêtes de Pâques de l'an 1226, des milliers de chevaliers se trouvèrent à Bourges aux côtés du roi. Cette armée se dirigea vers la vallée du Rhône, et à son approche, les seigneurs et les villes se hâtèrent de faire leur soumission au roi de France. La ville d'Avignon, qui appartenait à Raymond VII, refusa cependant d'ouvrir ses portes. L'on mit alors le siège devant la place forte qui était considérée à l'époque comme la clef du Languedoc. Au bout de trois mois, la ville fut prise, et aussitôt Nîmes, Castres, Carcassonne, Albi se rendirent à Louis VIII.

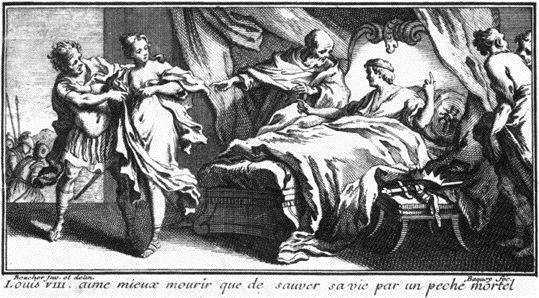
La mort de Louis VIII par François Boucher (1703-1770).

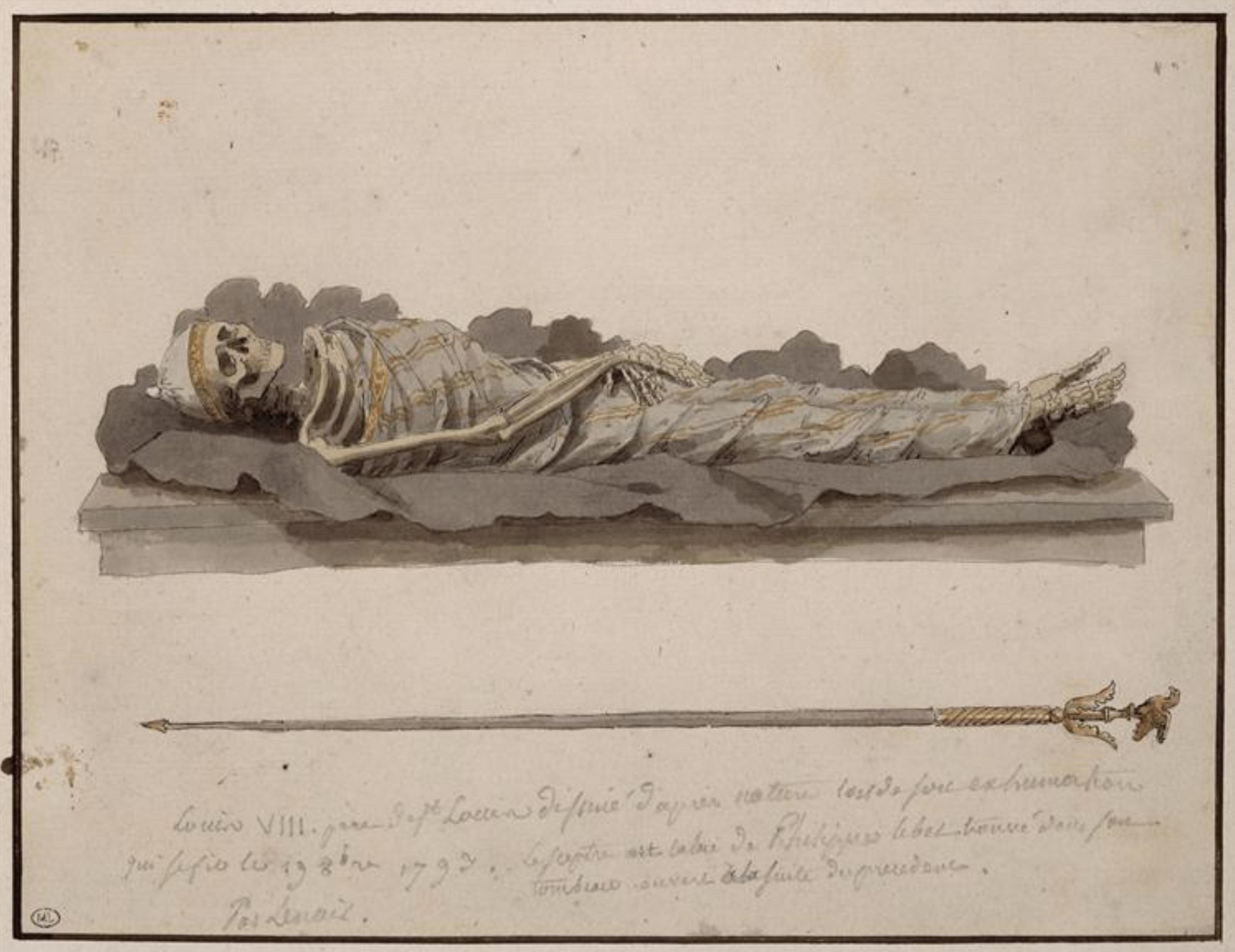
Restes de Louis VIII, exhumés de son tombeau en 1793. Aquarelle et dessin à la plume par Alexandre Lenoir (1793), Département des arts graphiques, Musée du Louvre, Paris.

Raymond VII, quant à lui, s'était enfermé dans Toulouse. Les croisés, frappés par les maladies hivernales et la défection de certains d'entre eux, décidèrent d'ajourner le siège de la ville. En 1226, Thibaud IV de Champagne se brouilla avec le roi de France Louis VIII dont l'objectif était d'annexer le Languedoc de son cousin Raymond VII à la Couronne de France. Le 30 juillet, l'armée champenoise abandonna l'ost royal devant Avignon, Thibaud IV arguant que son service de quarante jours était achevé. Quand Louis VIII, atteint par la dysenterie, mourut au château de Montpensier en novembre 1226, certaines rumeurs allèrent jusqu'à accuser Thibaud IV d'avoir empoisonné le roi. Toulouse ne tomba qu'en 1228.
Louis VIII, mort le 6 novembre 1226, n'a régné que trois années sur le royaume de France, alors que son père Philippe Auguste et son grand-père Louis VII régnèrent chacun 43 années, soit 86 années cumulées de 1137 à 1223. Son fils, Louis IX, règne, lui aussi, 43 ans et 9 mois (1226-1270).

## Tombeau
Le cœur et les entrailles de Louis VIII furent déposés en l'abbaye Saint-André-les-Clermont de l'ordre des Prémontrés, entre Chamalières et Clermont-Ferrand. Le 15 novembre 1226, lors de funérailles célébrées avec magnificence, Louis VIII fut inhumé en la basilique Saint-Denis. Jusqu'à la guerre de Cent Ans, on pouvait voir son magnifique tombeau ciselé d'or et d'argent. Après sa disparition, il fut remplacé par une simple dalle marquant le lieu de la sépulture. Le 19 octobre 1793, les révolutionnaires profanèrent celle-ci et découvrirent une pierre couvrant le cercueil, avec une croix sculptée en demi-relief. Le couvercle renversé, on trouva le corps du roi enveloppé dans un suaire tissé d'or. C'est le seul souverain que l'on ait retrouvé inhumé de cette façon. Comme les autres dépouilles royales, celle de Louis VIII fut ensuite jetée dans une fosse remplie de chaux vive, à l’emplacement de la rotonde des Valois, dans le jardin situé au nord-est de la basilique,.

## Union et descendance

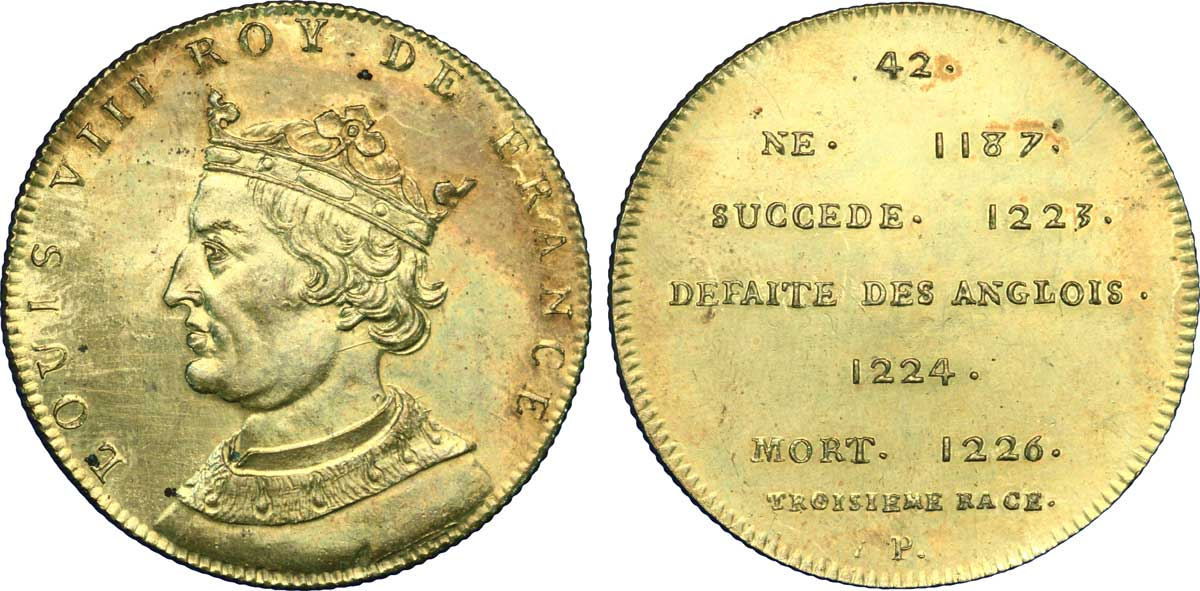
Série métallique des rois de France, vue d'artiste de Louis VIII le Lion.

Le royaume de France ayant été mis en interdit par le concile de Dijon le 6 décembre 1199 à effet des 40 jours suivant Noël, aucun mariage ni enterrement religieux ne pouvait être célébré par un prêtre dans tout le royaume dès le mois de janvier 1200, ce qui conduisit Philippe II à faire célébrer le mariage de son fils Louis dans les terres du roi Jean Ier d'Angleterre dont Blanche de Castille était la nièce.

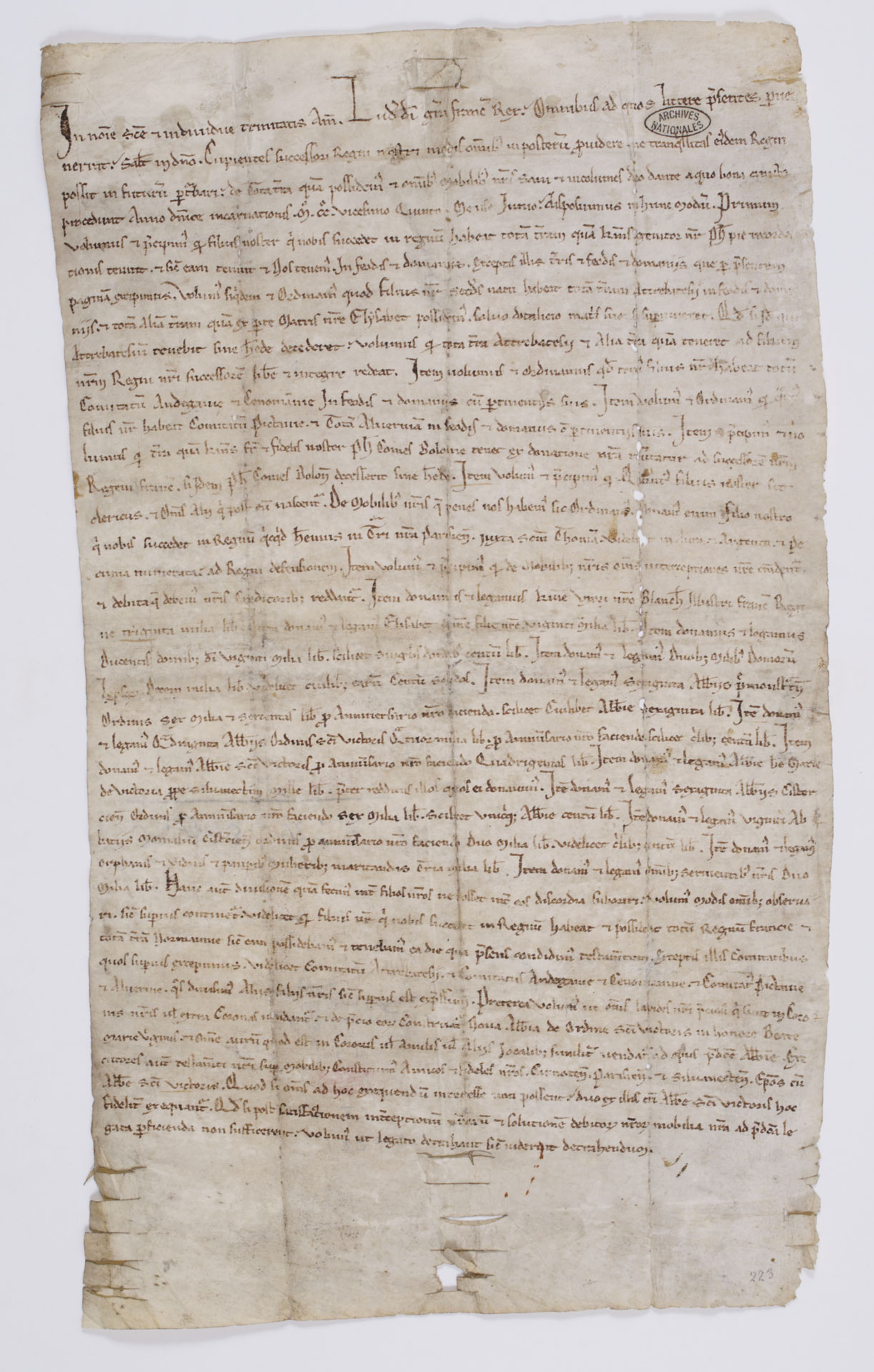
Testament du roi Louis VIII, donné en juin 1225, en latin. Paris, Archives nationales.

Le lundi 22 mai 1200, jour selon le chroniqueur Rigord qui suit le jeudi de l'Ascension (18 mai), fut signé au lieu-dit Gueuleton (face à l'actuelle Île aux Bœufs sur la Seine entre Vernon et Les Andelys) le traité de paix entre Philippe, roi de France, et Jean, roi d'Angleterre. Les noces du prince Louis et de Blanche de Castille furent célébrées, toujours selon Rigord, dans le même lieu le lendemain.
Selon Jacques Le Goff, Blanche de Castille aurait accouché « de deux ou trois premiers enfants morts en bas âge dont nous ne connaissons ni le nombre exact, ni le sexe, ni les dates de naissance et de mort. »
Leurs enfants connus sont :
- Philippe de France (1209-1218) fiancé en 1217 à Agnès II de Donzy (vers 1205-1225), comtesse de Nevers, d'Auxerre et de Tonnerre, mort à 8 ans ;
- Louis IX (1214-1270), roi de France, et descendance à nos jours ;
- Robert Ier (28 septembre 1216-8 février 1250), comte apanagiste d'Artois qui épouse Mahaut de Brabant, et postérité ;
- Jean (21 juillet 1219-1232), comte d'Anjou et du Maine, mort jeune ;
- Alphonse (1220-1271), comte apanagiste de Poitiers qui épouse Jeanne, comtesse de Toulouse (1220-1271), sans descendance ;
- Philippe Dagobert (20 février 1223-1232), mort jeune ;
- Isabelle (1225-1270), fiancée à Hugues de la Marche, puis en 1252 fondatrice et abbesse des Clarisses de Longchamp (béatifiée), sans descendance ;
- Étienne (Paris, 27 décembre 1225-novembre 1226/1227), mort jeune ;
- Charles d'Anjou (Vendôme, mars 1227-7 janvier 1285). Fils posthume, Louis IX lui transfère l'apanage d'Anjou de son frère Jean (mort en 1232) ; roi de Sicile, puis de Naples, de Jérusalem, comte de Provence. En 1246, Charles épouse Béatrice de Provence (1234 † 1267) et en 1268, il se remarie avec Marguerite de Bourgogne (1248 † 1308), et postérité.